# Иоганн III (герцог Клевский)
Иоганн III Миролюбивый (нем. Johann der Friedfertige, 10 ноября 1490 — 6 февраля 1539) — герцог Юлих-Бергский с 1511 года, герцог Клевский и граф Маркский с 1521 года из дома графов Марка.

## Биография
Старший сын герцога Клевского Иоганна II и Матильды Гессенской. Его предком был Жан Бесстрашный.
После смерти тестя в 1511 году стал регентом при жене, к нему перешёл титул герцога Юлих-Бергского.
После смерти отца он получил титулы герцога Клевского и графа Маркского.
Он образовал династическую унию унаследованных герцогств, сформировав герцогство Юлих-Клеве-Берг, и стал важным игроком европейской политики.

## Семья
В 1509 году, будучи принцем, Иоганн женился на Марии фон Юлих-Бергской, дочери и наследнице герцога Юлих-Бергского Вильгельма. Бракосочетание прошло в замке Бург.
У них было четверо детей:
- Сибилла (1512—1554), супруга саксонского кюрфюрста Иоганна Фридриха;
- Анна (1515—1557), четвёртая супруга короля Англии Генриха VIII;
- Вильгельм (1516—1592), герцог Юлих-Клеве-Бергский, в браке с Марией Австрийской;
- Амалия (1517—1586) умерла незамужней.

- Сибилла, портрет кисти Лукаса Кранаха Старшего
- Анна, портрет кисти Ганса Гольбейна Младшего
- Вильгельм, портрет кисти Генриха Альдегревера
- Портрет девушки, предположительно Амалии, кисти Ганса Гольбейна Младшего